# Market Center
555 Market (esquerda) e 575 Market (direita)
O Market Center (anteriormente conhecido como o Standard Oil Buildings e mais tarde Chevron Towers) é um complexo composto por dois arranha-céus, localizado no distrito financeiro de San Francisco, Califórnia. Serviu como sede da Chevron Corporation até 2001.
O 575 Market Street é um edifício de 40 andares, 175 m (574 ft), concluído em 1975, o mais alto das duas torres. 555 Market Street é a torre mais curta de 95 m (312 ft) com 22 andares, e foi concluída em 1964. Os dois edifícios estão rodeados por pequenas praças ornamentais.

## História
A Chevron ocupou o complexo do Market Center de 1965 até 2001, quando mudou sua sede para o campus em San Ramon, Califórnia. Em 1999, a Chevron vendeu os dois edifícios para a Tishman Speyer e Travelers Real Estate Ventures por US$ 189.1 milhões e alugou o espaço de escritórios. 
No momento em que a empresa mudou oficialmente sua sede, já havia movido a maioria dos trabalhadores para San Ramon, deixando apenas cerca de 200 funcionários em São Francisco. Em 2003, o complexo estava com 83% de vaga e uma joint venture entre a DivcoWest Properties e a RREEF compraram a propriedade por US$ 79,5 milhões. Em 2010, a RREEF vendeu o complexo para a Manuvie Financial por US$ 267 milhões.